# Herbsheim
 Herbsheim (en alsacià Herbse) és un municipi francès, situat a la regió del Gran Est, al departament del Baix Rin. L'any 2006 tenia 793 habitants.
Forma part del cantó d'Erstein, del districte de Sélestat-Erstein i de la Comunitat de comunes del cantó d'Erstein.

## Demografia
| 1962 | 1968 | 1975 | 1982 | 1990 | 1999 |
| ---- | ---- | ---- | ---- | ---- | ---- |
| 582  | 609  | 610  | 635  | 719  | 765  |

## Administració
| Període | Identitat      | Partit |
| ------- | -------------- | ------ |
| 2001-   | Esther Sittler |        |